# Bistum Broome
Das Bistum Broome (lateinisch Dioecesis Broomensis, englisch Diocese of Broome) ist eine in Australien gelegene römisch-katholische Diözese mit Sitz in Broome in Western Australia.

## Geschichte
Durch Papst Leo XIII. wurde 1887 das Apostolische Vikariat Kimberley in Western Australia aus dem Bistum Perth heraus gegründet. Pius X. errichtete aus Territorialabtretungen 1910 die Mission Sui Iuris von Drisdale River (ab 1971 Kalumburu). Durch Johannes XXIII. erfolgte 1959 eine Umfirmierung in das Apostolische Vikariat Kimberley, das seinen Amtssitz in Beagle Bay hatte.
1966 erhob Papst Paul VI. das Apostolische Vikariat zum Bistum Broome. 1980 erfolgte durch Papst Johannes Paul II. die Eingliederung der Mission Sui Iuris von Kalumburu.

## Ordinarien
- 1894–1909 William Bernard Kelly, Apostolischer Vikar von Kimberley in Western Australia
- 1910–1914 Fulgentius Antonio Torres OSB, Apostolischer Vikar von Kimberley
- 1914–1922 John Creagh CSsR, Apostolischer Vikar von Kimberley
- 1922–1928 Ernesto Coppo SDB, Apostolischer Vikar von Kimberley
- 1935–1958 Otto Raible SAC, Apostolischer Vikar von Kimberley
- 1959–1995 Johannes Jobst SAC, Bischof von Broome
- 1996–2021 Christopher Saunders, Bischof von Broome
- seit 2024 Timothy Norton SVD